# Federico Barocci
Federico Barocci (también escrito Barozzi) o Baroccio (Urbino, c. 1535-Urbino, 30 de septiembre de 1612), llamado también il Fiori. Pintor manierista italiano. Una de las figuras principales entre Correggio y Caravaggio.

## Biografía

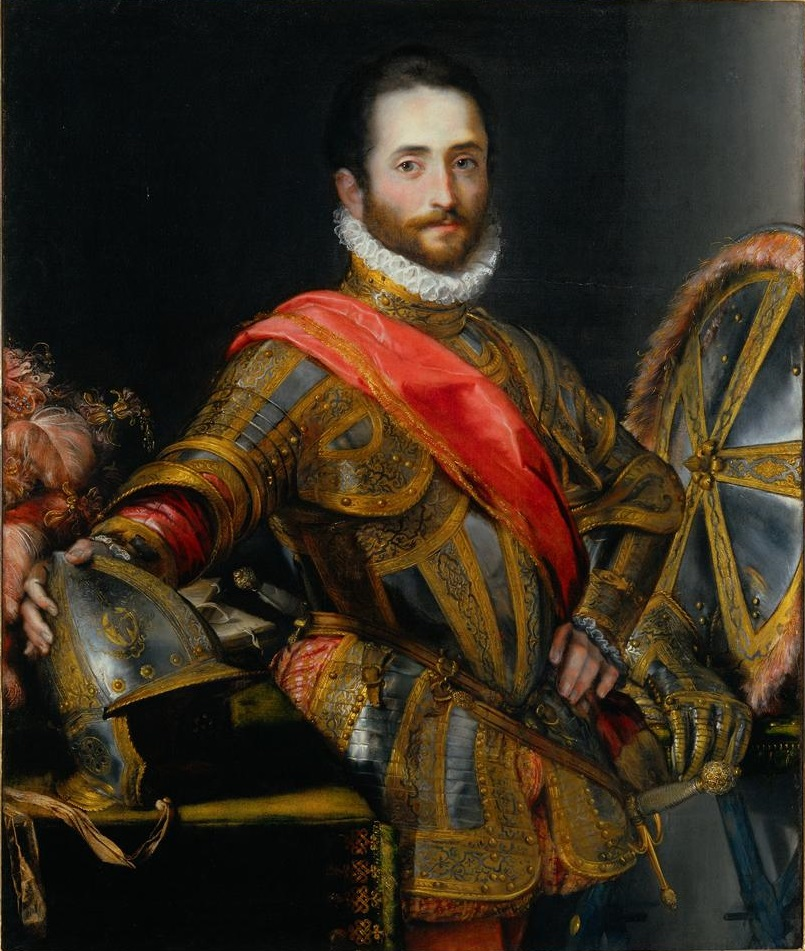
Retrato de Francisco II della Rovere (1572), Galleria degli Uffizi, Florencia.

Nacido en Urbino de familia lombarda, recibió su primer aprendizaje de manos de su padre, Ambrogio Barocci, un escultor de fama local. Después entró en el taller de Battista Franco. Marchó con su tío Bartolomeo Genga a Pesaro, y en 1548 a Roma, donde trabajó en el estudio más importante de la época, el de los hermanos Taddeo y Federico Zuccari.
Tras pasar cuatro años en la Ciudad de los Papas, volvió a su ciudad natal, donde su primer trabajo fue una Santa Margarita para la Cofradía del Santísimo Sacramento. Fue invitado de nuevo a Roma por el papa Pío IV para colaborar en la ornamentación del Palazzo del Belvedere, donde pintó una Virgen con niño y Santos, así como la decoración del techo con la Anunciación.
En esta segunda estancia, Barocci contrajo una dolencia intestinal que le hizo sospechar un envenenamiento por parte de algún rival celoso. Temiendo que la enfermedad fuese mortal, dejó Roma en 1563. Desde entonces su salud fue frágil, aunque siguió en activo cuatro décadas más. Aunque es descrito por sus contemporáneos como una persona desconfiada e hipocondríaca, sus pinturas son vivaces y brillantes. Siguió trabajando para la corte papal, pero sin retornar a Roma. Su principal patrono fue Francesco Maria II della Rovere, duque de Urbino.

## Carácter del artista

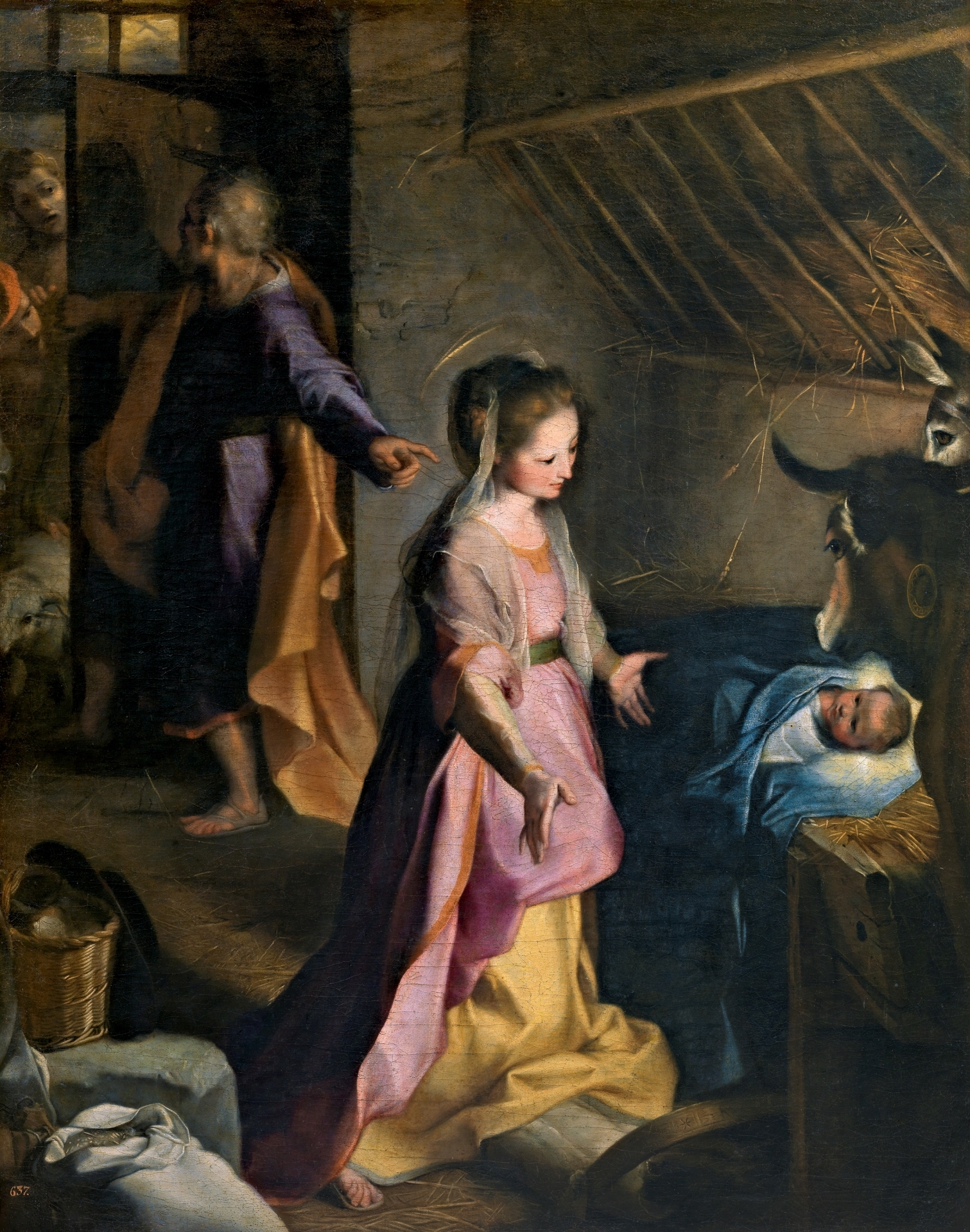
La Natividad (h. 1597), Museo del Prado.

Barocci pasó los últimos cincuenta años de su vida sumido en una profunda hipocondría. Según Bellori no podía trabajar sino una hora por la mañana y otra por la tarde, lo cual resulta sorprendente teniendo en cuenta lo abundante de su obra. No podía concentrarse durante demasiado tiempo, ni física ni mentalmente, y por la noche le asaltaban los sueños más horrorosos. Según el mismo autor, estas anomalías en su carácter estuvieron originadas en un triste incidente durante su residencia en Roma, cuando fue envenenado por unos rivales envidiosos. No se sabe a ciencia cierta si esta historia era real o simplemente producto de la imaginación del hipocondríaco artista. Lo cierto es que estuvo cerca de la muerte. Cuando se recuperó abandonó Roma aterrorizado para no volver jamás.

## Estilo

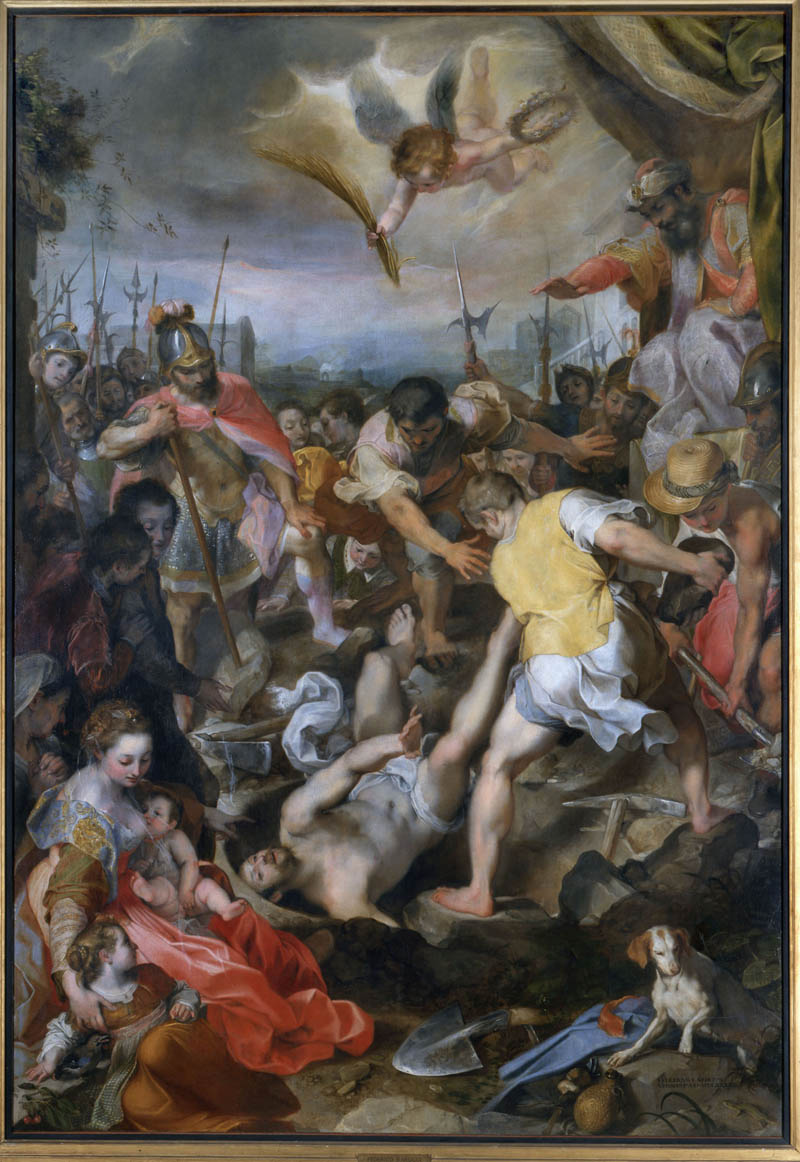
Martirio de San Vidal, Pinacoteca de Brera, Milán.

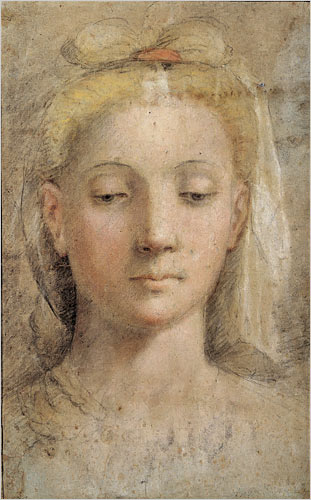
Cabeza femenina, dibujo a pastel, Metropolitan Museum of Art

Barocci fue un artista innovador en su época y hasta "ecléctico". Parece que pudo admirar algunos dibujos al pastel de Correggio, y lo imitó en esta técnica. Los dibujos de Barocci son los más antiguos de este tipo que han llegado a nuestros días. En estos pasteles y en sus bocetos al óleo (otra técnica en la que fue pionero), consigue una cualidad casi etérea. Algunos de estos diseños son preparatorios para obras de mayor envergadura. Parece que era meticuloso en su forma de preparar estos trabajos, pues sus esbozos de todo tipo fueron centenares: dibujos de posturas, composiciones, modelos de arcilla, estudios de perspectiva y color, desnudos, etc. En las obras ya acabadas, su colorido vivo en pinceladas ligeras, y ciertas expresiones faciales y gestos, parecen anticipar el barroco.
Al trasladarse a Roma y sumarse a las tesis contrarreformistas su carrera tuvo un éxito rapidísimo. En 1566 ingresó en la Orden de los Capuchinos. Parece que sufrió la influencia espiritual de San Felipe Neri y su doctrina. Efectivamente, Neri le encargó dos obras para su iglesia de Santa Maria in Vallicella: una Visitación (1583-86) y una Presentación de la Virgen (1593-94).
Entre sus obras, destacan dos en el Museo del Prado. Una es La Natividad (h. 1597), regalada por el duque de Urbino a la reina Margarita de Austria (esposa de Felipe III) quien al recibirla opinó: «Pintura muy bella, por cierto, y muy alegre y devota». El segundo ejemplo de Barocci en el Prado es un gran Cristo crucificado (h. 1610-12), cuyo fondo incluye un paisaje muy realista de Urbino. Este cuadro colgó sobre la capilla ardiente del duque de Urbino y fue legado por este al rey español. De él se conoce una versión reducida, supuestamente original de Barocci, en la galería de arte Whitfield de Londres. 
Su obra Huida a Egipto o Reposo en Egipto resulta interesante por la permanencia de temas tomados de los evangelios apócrifos como la rama milagrosa que calma la sed de la Virgen. 
También incursionó en temáticas relacionadas con la mitología antigua, por ejemplo, Eneas y Anquises que además es pintura más cercana al barroquismo. Practicó además el grabado al aguafuerte y se sirvió de otros grabadores como Francesco Villamena para divulgar sus dibujos y pinturas.

## Obras destacadas
- Anunciación (1557, Santa Maria degli Angeli, Perugia)
- Martirio de San Esteban (1557, Catedral de Urbino)
- Virgen de San Simone (1557, Catedral de Urbino)
- Descendimiento de la Cruz (1567, Galleria Nazionale delle Marche, Urbino)
- Descendimiento de la Cruz (1567-69, Catedral de Perugia)
- Descanso en la huida a Egipto (1567-79, Catedral de Perugia)
- Descanso en la huida a Egipto (1570, Pinacoteca Vaticana, Roma)
- Visión de San Francisco (1570, Pinacoteca Vaticana, Roma)
- Retrato de muchacha (1570-75, Uffizi, Florencia)
- Autorretrato (1570-75, Uffizi, Florencia)
- Retrato de Francesco Maria II della Rovere (1572, Uffizi, Florencia)
- Virgen del gato (hacia 1575, National Gallery, Londres)
- Madonna del Popolo (1575-79, Uffizi, Florencia)
- Cabeza de San Juan Bautista (1580, National Gallery of Art, Washington)
- Entierro de Cristo (1580-82, Santa Croce, Senigallia)
- Anunciación (1582-84, Pinacoteca Vaticana, Roma)
- Retrato de un joven (1580-1585, Museo de Bellas Artes, Estrasburgo)
- La vocación de San Andrés y san Pedro (1584-1588, Patrimonio Nacional, Monasterio de El Escorial)[5]
- Noli me tangere (1590, Uffizi, Florencia)
- Noli me tangere (1590, Gemaldegalerie, Múnich)
- Circuncisión (1590, Museo del Louvre, París)
- Martirio de San Vidal (1592-96, Catedral de Urbino)
- La Natividad (1597, Museo del Prado, Madrid)
- Estigmatización de San Francisco (1597-99, Uffizi)
- Eneas escapa de Troya (1598, Galleria Borghese, Roma)
- San Jerónimo (1598, Galleria Borghese, Roma)
- Autorretrato (1600, Corredor Vasariano, Uffizi, Florencia)
- Retrato de Quintilia Fischeri (1600, National Gallery of Art, Washington)
- Retrato de Ippolito della Rovere (1602, Embajada de Italia, Londres)
- Cristo en la Cruz (1604, Museo del Prado, Madrid)
- Retrato de la Beata Michelina (1606, Pinacoteca Vaticana, Roma)
- La comunión de los Apóstoles (1608, Santa Maria sopra Minerva, Roma)
- Virgen con los santos Simón y Judas (Galleria Nazionale delle Marche, Urbino)
- Vocación de los apóstoles Pedro y Andrés (Royal Museum of Fine Arts, Bruselas)